# Hylarana parkeriana
Hylarana parkeriana är en groddjursart som först beskrevs av Mertens 1938.  Hylarana parkeriana ingår i släktet Hylarana och familjen egentliga grodor. IUCN kategoriserar arten globalt som otillräckligt studerad. Inga underarter finns listade i Catalogue of Life.